# Бистшейовиці-Треті
Бистшейовиці-Треті (пол. Bystrzejowice Trzecie) — село в Польщі, у гміні П'яскі Свідницького повіту Люблінського воєводства.